# Osphryon wauensis
Osphryon wauensis är en skalbaggsart som beskrevs av Nylander 1998. Osphryon wauensis ingår i släktet Osphryon och familjen långhorningar. Inga underarter finns listade i Catalogue of Life.